# Milk River
Milk River es un pueblo canadiense situado en la provincia de Alberta.

## Superficie
Milk River tiene una superficie de 2,42 km².

## Demografía
En 2021, tenía 824 habitantes, una densidad poblacional de 340,9 hab./km², y 436 viviendas.